# Clubiona rivalis
Clubiona rivalis là một loài nhện trong họ Clubionidae.
Loài này thuộc chi Clubiona. Clubiona rivalis được miêu tả năm 1883 bởi Pavesi.